# Orthosia transparens
Orthosia transparens là một loài bướm đêm trong họ Noctuidae.